# Giuseppe Spataro
Giuseppe Spataro (* 12. Juni 1897 in Vasto, Provinz Chieti; † 30. Juni 1979 in Rom) war ein italienischer Jurist und Politiker der Partito Popolare Italiano (PPI) sowie der Democrazia Cristiana (DC), der unter anderem zwischen 1946 und 1951 Präsident von Radiotelevisione Italiana (RAI) sowie mehrfach Minister war.

## Leben

### Rechtsanwalt und Engagement in der PPI
Nach dem Schulbesuch studierte Spataro Rechtswissenschaften an der Universität La Sapienza in Rom und war während seines Studiums zwischen 1920 und 1922 Präsident des katholischen Studentenverbandes Federazione Universitaria Cattolica Italiana (FUCI). Nach Beendigung des Studiums war er als Rechtsanwalt tätig. In dieser Zeit begann er auch sein politisches Engagement in der damaligen PPI unter dem Vorsitz von Luigi Sturzo und war zeitweise stellvertretender Nationalsekretär der Partei.
Während der faschistischen Diktatur von Benito Mussolini engagierte er sich weiterhin politisch und gehörte am 9. September 1943 in Rom zu den Mitbegründern des Comitato di Liberazione Nazionale (CLN). Außerdem war er neben Alcide De Gasperi, Giovanni Gronchi und anderen Mitgründer der Democrazia Cristiana sowie der Parteizeitung Il Popolo.

### Präsident der RAI, Abgeordneter und Minister
Nach dem Ende des Zweiten Weltkrieges wurde er am 5. April 1945 zunächst Mitglied des Nationalrates (Consulta Nazionale) und war danach vom 25. Juni 1946 bis zum 26. April 1948 Mitglied der Verfassunggebenden Versammlung (Assemblea Costituente della Repubblica Italiana).
Außerdem war er kurzzeitig Unterstaatssekretär im Amt des Ministerpräsidenten De Gasperi, ehe er am 9. August 1946 als Nachfolger von Arturo Carlo Jemolo Präsident der öffentlich-rechtlichen Rundfunkanstalt Radiotelevisione Italiana (RAI) wurde und diese Funktion fast fünf Jahre bis zu seiner Ablösung durch Cristiano Ridomi am 17. Mai 1951 bekleidete.
Zugleich begann er sich wieder politisch zu engagieren und wurde als Vertreter der DC im Wahlkreis L’Aquila bei den ersten Wahlen am 26. April 1948 zum Mitglied der Abgeordnetenkammer (Camera dei deputati) gewählt und gehörte dieser bis zum 15. Mai 1963 an.
Nachdem er von Februar 1949 bis Februar 1950 Vorsitzender der Fraktion der DC in der Camera dei deputati war, wurde er von Ministerpräsident De Gasperi am 27. Januar 1950 zum Minister für Post und Telekommunikation (Ministro delle Poste e Telecommunicazioni) in dessen sechstes Kabinett berufen und behielt dieses Amt auch in der siebten Regierung De Gasperis bis zum 16. Juli 1953. Zugleich war er in dieser Zeit vom 11. Juli bis zum 18. September 1952 erstmals Innenminister Italiens.
Daraufhin war er vom 16. Juli bis zum 17. August 1953 Minister für öffentliche Arbeiten (Ministro dei Lavoro Pubblico) im achten Kabinett De Gasperi.
Am 1. Juli 1959 ernannte ihn Ministerpräsident Amintore Fanfani zum Minister für die Handelsmarine (Ministro della Marina Mercantile) in dessen zweiten Kabinett. Im Anschluss war er vom 15. Februar 1959 bis zum 25. März 1960 wieder Minister für Post und Telekommunikation in der zweiten Regierung von Ministerpräsident Antonio Segni. Nachdem er vom 25. März bis 26. Juli 1960 im Kabinett von Fernando Tambroni Innenminister war, wurde er am 26. Juli 1960 von Ministerpräsident Fanfani zum Verkehrsminister (Ministro dei Trasporti) ernannt und übte diese Funktion bis zum 21. Februar 1962 aus.
Danach war er noch von März 1962 bis Mai 1963 Vorsitzender des Verkehrsausschusses der Abgeordnetenkammer.

### Senator
Nach seinem Ausscheiden aus der Camera dei deputati wurde er am 16. Mai 1963 Mitglied des Senats (Senato della Repubblica) und gehörte diesem bis zum 4. Juli 1976 an.
Während seiner Zugehörigkeit zum Senat war er Mitglied des Ständigen Ausschusses für öffentliche Arbeiten, Verkehr, Post, Telekommunikation und Handelsmarine sowie von Mai 1963 bis Juli 1976 einer der Vizepräsidenten des Senats.
Zuletzt war Spataro zwischen März 1972 und Juli 1976 zeitweise Mitglied der Ständigen Ausschüsse für öffentliche Arbeiten und Kommunikation, für Verteidigung und für Verfassungsangelegenheiten.